# Parawixia audax
Parawixia audax is een spinnensoort in de taxonomische indeling van de wielwebspinnen (Araneidae).
Het dier behoort tot het geslacht Parawixia. De wetenschappelijke naam van de soort werd voor het eerst geldig gepubliceerd in 1863 door John Blackwall.